# Коковцев, Матвей Григорьевич
Матвей Григорьевич Коковцев (1745 — 21 января (1 февраля) 1793, Санкт-Петербург) — русский военно-морской деятель, разведчик, «первый русский африканист», писатель. Прадед востоковеда П. К. Коковцова.

## Биография
Происходит из дворянского рода Коковцевых. Брат военных моряков Михаила и Саввы Коковцевых. Савва Коковцев, участник Чесменского сражения, кавалер ордена Святого Георгия, был впоследствии лишён всех наград и разжалован в матросы.
В 1760 году поступил в Морской кадетский корпус, который закончил 5 марта 1764 года в чине мичмана. В 1765 году был послан для практики за границу и до 1768 года волонтёром служил офицером на мальтийских галерах в Средиземном море. В 1770—1775 годах находился в плавании в районе Архипелага и участвовал в сражениях при крепости Наварин, Наполи ди Романья, Чесме. У острова Тенедос взял в плен три неприятельских судна. В 1774 году произведён в капитан-лейтенанты. 26 ноября 1775 года получил георгиевский крест. В конце 1775 года возвратился в Кронштадт.
В 1776 году по инициативе И. Г. Голенищева-Кутузова был командирован на два года в Испанию, официально — «для ознакомления с тамошним флотом и портами», а в действительности — для сбора сведений о военно-политическом положении Алжира и Туниса. Под видом купеческого поверенного Коковцев осмотрел Бизерту. При этом в Тунисе представился тунисскому бею русским дворянином, знакомящимся с развалинами Карфагена и Утики, а в Алжире представлялся французом, осматривающим развалины Гиппона. Был вынужден покинуть Алжир из-за подозрительности местных властей. Через Гибралтар и Ливорно Коковцев в начале 1779 года возвратился в Петербург.
В 1780 году получил звание капитана второго ранга. В 1780-е годы совершил ряд рейсов в Средиземное море в качестве командира корабля. В 1783 году получил звание капитана первого ранга. Вернулся в Россию с вывезенной из Африки чернокожей женой в 1785 году и вышел в отставку в чине бригадира. Остаток жизни провел в имении Горно-Покровское Боровичского уезда Новгородской губернии. Умер 21 января (1 февраля) 1793 года в Санкт-Петербурге. Могила на Смоленском кладбище не сохранилась.

## Литературная деятельность
В 1786 году была издана первая книга Коковцева: путевые записки «Описание Архипелага и Варварийского берега» и в 1787 году вторая — «Достоверные известия о Альжире, о нравах и обычаях тамошнего народа…».
Первая книга, «изъявляя предчувствование греческих народов, ожидающих своея свободы от берегов Невы», совпала с появлением Греческого проекта Екатерины II и имела большой успех. Давая характеристику островов Архипелага, Коковцев сопоставлял действия русской эскадры под руководством А. Г. Орлова с военными подвигами героев античности, в главе «Примечание о нравах и обычаях жителей архипелагских» дана подробная этнографическая характеристика греков Эгейского архипелага. В конце книги были помещены дневники поездок Коковцева в Тунис и Алжир. В них Коковцев сделал попытку пересмотреть традиционный взгляд на жителей Средиземноморья: «Имя Варваров прилично народу злонравному, беззаконному и жестокосердному, а народы варварийские вообще показались мне добронравнее и странноприимчивее многих европейцев…». Книга Коковцева заслужила лестные отзывы критики.
Вторая книга Коковцева основана как на непосредственных наблюдениях Коковцева, так и на его превосходном знакомстве с литературой, посвященной Ближнему Востоку. Коковцев подчеркивал добронравие, трудолюбие и странноприимство местных жителей, одновременно показывая их тяжелое положение под игом восточной деспотии: «Непросвещение делает их так много униженными пред их тиранами, которых сребролюбивая зависть <…> лишает их свободы пользоваться приобретенными от трудов земными плодами». Недостаток правления Коковцев видел в том, что в Алжире «не один, но тысяча есть тиранов, которых грубое своенравие служит законом всему народу».

## В художественной литературе
Главный герой романа Валентина Пикуля «Три возраста Окини-сан», лейтенант Владимир Коковцев, рассказывает о своём предке следующее:

Коковцевы со времён Екатерины Великой служили на флоте, мой прадед Матвей Григорьевич был в Чесменской битве, потом увлекся изучением Африки, оставив после себя труды, и в научном мире его считают первым русским африканистом. Кстати уж, мой прадед был влюбчив, у него возник роман с чернокожей красавицей, он привез её в Петербург, где она представлялась императрице… У нас в именьице долго хранился её портрет!
— «Три возраста Окини-сан»